# Sparta, Ohio
Sparta là một làng thuộc quận Morrow, tiểu bang Ohio, Hoa Kỳ. Năm 2010, dân số của làng này là 161 người.

## Dân số
- Dân số năm 2000: 191 người.
- Dân số năm 2010: 161 người.